# Gemeindeverwaltungsverband
Pour les articles homonymes, voir GVV.
Un Gemeindeverwaltungsverband (GVV), est en Allemagne une association volontaire de plusieurs municipalités d'un même arrondissement, à laquelle elles transfèrent différentes compétences. Ce sont des organismes publics avec à leur tête un président. Les communes membres conservent leur autonomie juridique.
On trouve des Gemeindeverwaltungsverbände entre autres dans le Bade-Wurtemberg, en Saxe et en Saxe-Anhalt. En Saxe, elles sont appelées Verwaltungsverbände et en Saxe-Anhalt Verwaltungsgemeinschaft.

## Sources
- (de) Cet article est partiellement ou en totalité issu de l’article de Wikipédia en allemand intitulé « Gemeindeverwaltungsverband » (voir la liste des auteurs).